# Aulonogyrus rhodesianus
Aulonogyrus rhodesianus is een keversoort uit de familie van schrijvertjes (Gyrinidae). De wetenschappelijke naam van de soort is voor het eerst geldig gepubliceerd in 1955 door Brinck.